# Ricki Olsen
Ricki Olsen (født 21. oktober 1988) er en dansk fodboldspiller, der spiller for Ishøj IF.
Hans position på banen er på midtbanen eller højreback/wingback. Han er søn af den tidligere landsholdspiller Lars Olsen, som nu er landstræner for Færøerne.

## Karriere

### Randers FC
Randers FC underskrev kontrakt med Ricki Olsen fra Brøndby IFs ungdomshold i sommeren 2008. Han fik sin første kamp den 26. oktober 2008 mod AaB, hvor han spillede 75 minutter. Ricki Olsen blev noteret for sit første mål for Randers FC den 1. marts 2009, hvor han på udebane scorede det vindende mål mod AGF. Kampen endte 2-1 til Randers FC.
Ricki Olsens første kontrakt med Randers FC varede et år, men blev i maj 2009 forlænget med yderligere 2½ år. Han havde dermed kontrakt med Randers FC frem til nytår 2011/2012, hvor kontrakten ikke blev forlænget.
I foråret 2011 blev Ricki Olsen udlejet til 1. divisionsklubben Viborg FF. Succesen udeblev dog for Olsen i Viborg FF og det blev ikke til meget spilletid.
Det sidste halve år af sin kontraktperiode med Randers FC blev det heller ikke til meget spilletid og han forlod klubben ved kontraktens udløb i vinteren 2011/12.

### Næstved Boldklub
I januar 2012 skrev Ricki Olsen under på en kontrakt frem til sommeren 2012 med Næstved Boldklub i 1. division. Det blev kun til en forårssæson i klubben for Olsen, der forlod klubben efter nedrykning til 2. division. Årsagen til bruddet med Næstved BK var angiveligt, at klubbens kontrakttilbud ikke var økonomisk attraktivt.

### Nordvest FC
I sommeren 2012 skiftede Ricki Olsen til Holbæk-klubben Nordvest FC. For Nordvest FC nåede Olsen 56 kampe og 12 mål.

### FC Helsingør
Den 28. juni 2014 skrev Olsen kontrakt med Helsingør-klubben FC Helsingør. Han skrev under på en 2-årig kontrakt, som i sommeren 2016 blev forlænget med yderligere et år. For FC Helsingør spillede Olsen de første to år af sin kontrakt primært på midtbanen. Ved årskiftet 2015/2016 blev Olsen dog omskolet til højreback, hvor han siden har spillet fast. I sommeren 2017 rykkede Olsen og FC Helsingør efter to playoff-kampe mod Viborg FF op i Alka Superligaen. Olsen forlængede kort herefter sin kontrakt til sommeren 2018.
I sommeren 2018 forhold han FC Helsingør.

### HB Køge
Han skrev under på en kontrakt med HB Køge fra 1. division i starten af august 2018.